# ديديه سيكس
ديديه سيكس (Didier Six)، من مواليد 21 أغسطس 1954 في ليل في فرنسا ، لاعب كرة قدم فرنسي سابق ومدرب حاليا. لعب مع منتخب فرنسا لكرة القدم.

## روابط خارجية
- ديديه سيكس على موقع الاتحاد الدولي (مؤرشف)  (الإنجليزية)
- ديديه سيكس على موقع الاتحاد الأوربي (الإنجليزية)
- ديديه سيكس على موقع قاعدة بيانات كرة القدم.إي يو (الإنجليزية)
- ديديه سيكس على موقع ليكيب (الفرنسية)
- ديديه سيكس على موقع ناشيونال فوتبول تيمز (الإنجليزية)